# Balma de la Coma
La Balma de la Coma, o Bauma de la Coma, seguint la pronúncia habitual al Moianès, és una cova del terme municipal de Monistrol de Calders. Està situada a l'extrem nord-est del terme, a llevant de la Coma, a l'esquerra de la Golarda, que és la riera que ha erosionat aquesta balma. A l'interior de la balma, ben bé al mig, hi ha una font de dipòsit: la Font de la Balma de la Coma. A la Balma de la Coma hi passa una part important de l'acció de la novel·la L'ànima de la vall, del calderí Lluís Cerarols, tot i que en canvia el nom, anomenant-la Balma Freda.